# Heidi Van Collie
Heidi Van Collie (10 juli 1969) is een Belgische voormalige atlete, die gespecialiseerd was in het hink-stap-springen en het verspringen. Zij veroverde drie Belgische titels.

## Biografie
Van Collie veroverde in 1991 zowel indoor als outdoor de eerste Belgische titels in het hink-stap-springen. Tijdens de beloftekampioenschappen dat jaar bracht ze haar Belgische record naar 12,52 m. In 1995 behaalde ze een tweede outdoortitel.

### Clubs
Van Collie was aangesloten bij Excelsior SC.

## Belgische kampioenschappen
Outdoor
| Onderdeel          | Jaar       |
| ------------------ | ---------- |
| hink-stap-springen | 1991, 1995 |

Indoor
| Onderdeel          | Jaar |
| ------------------ | ---- |
| hink-stap-springen | 1991 |

## Persoonlijke records
| Onderdeel                   | Prestatie       | Datum            | Plaats |
| --------------------------- | --------------- | ---------------- | ------ |
| hink-stap-springen          | 12,66 m         | 24 juni 1995     | Aalst  |
| hink-stap-springen (indoor) | 12,50 m (ex NR) | 23 december 1990 | Gent   |

## Palmares

### verspringen
- 1990:  BK indoor AC – 5,84 m

### hink-stap-springen
- 1991:  BK indoor AC – 12,03 m
- 1991:  BK AC – 12,43 m
- 1994:  BK AC – 12,16 m
- 1995:  BK indoor AC – 11,88 m
- 1995:  BK AC – 12,52 m (+3,4 m/s)